# Préfecture de Niigata
La préfecture de Niigata (新潟県, Niigata-ken) est une préfecture du Japon située dans le Nord de Honshū.

## Histoire
La préfecture de Niigata est née de la fusion de deux anciennes provinces : Echigo et Sado. Elle a acquis sa forme actuelle en mai 1886, après la réforme des préfectures consécutive à la chute du shogunat d’Edo.
À partir de 1858, la préfecture de Niigata constituait la seule interface commerciale du Japon avec le reste du monde, après l'ouverture du port de Niigata à la suite d'un traité d'amitié avec les États-Unis. Des comptoirs, principalement américains, hollandais et britanniques, s'y sont établis.
Par la suite, le gouvernement impérial japonais a autorisé l'ouverture sur le monde d’autres ports comme Niigata, tels que Kobe, Yokohama ou Nagasaki.

## Géographie

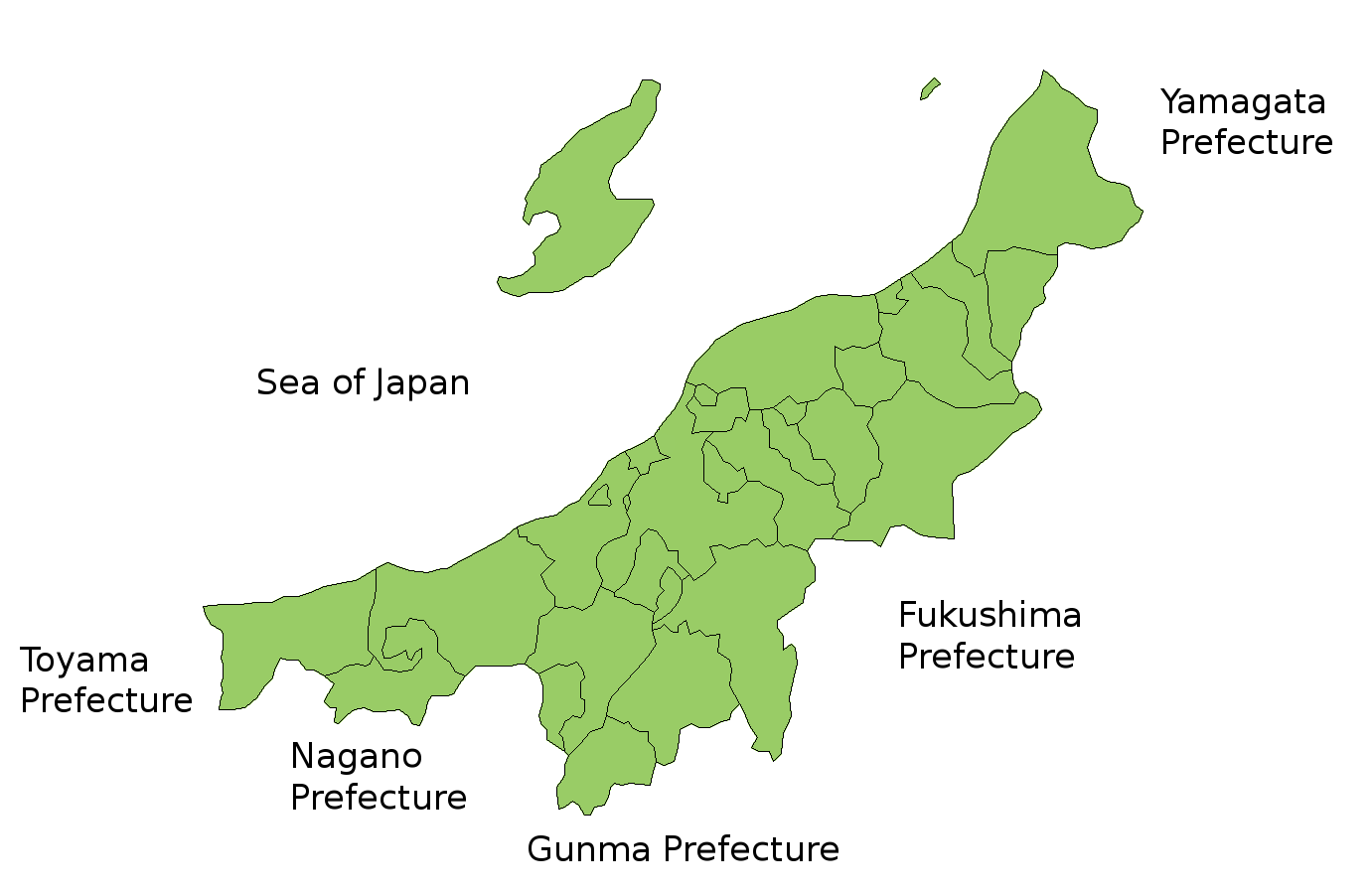
Carte des villes de la préfecture de Niigata

La préfecture de Niigata s’étend du sud-ouest au nord-est de l’île principale du Japon, Honshū, sur environ 240 km le long de la mer du Japon (mer de l'Est) qui la borde à l’ouest ; elle est formée par une plaine côtière entre les montagnes et la mer, et comprend aussi l’île de Sado.
Elle est entourée des préfectures de Yamagata, Fukushima, Gunma, Nagano et Toyama.
À cause de sa forme, la préfecture de Niigata est souvent appelée la « Petite Île de Honshū »[réf. souhaitée]. On peut la considérer comme faisant partie de deux régions japonaises, Hokuriku ou Kōshinetsu, chacune considérée comme des parties de la plus grande région du Chūbu.
Elle est l’hôte des bouches du fleuve Shinano, le plus long fleuve du Japon.
La préfecture est généralement divisée en quatre zones géographiques :
- Dans la « petite Honshū » :
  - Joetsu (au sud-ouest),
  - Chuetsu (au centre) et
  - Kaetsu (au nord-ouest) ;
- l'île de Sado.

### Villes

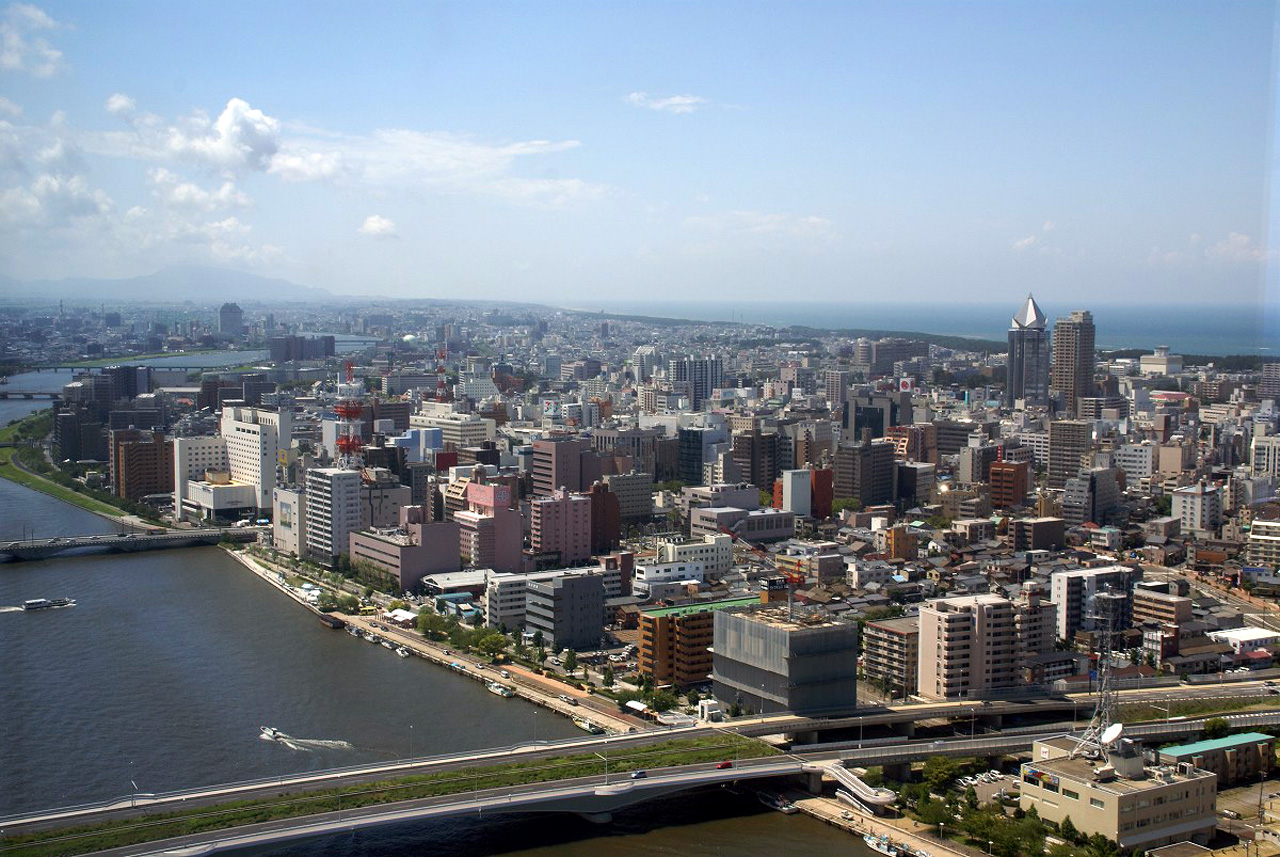
Ville de Niigata.

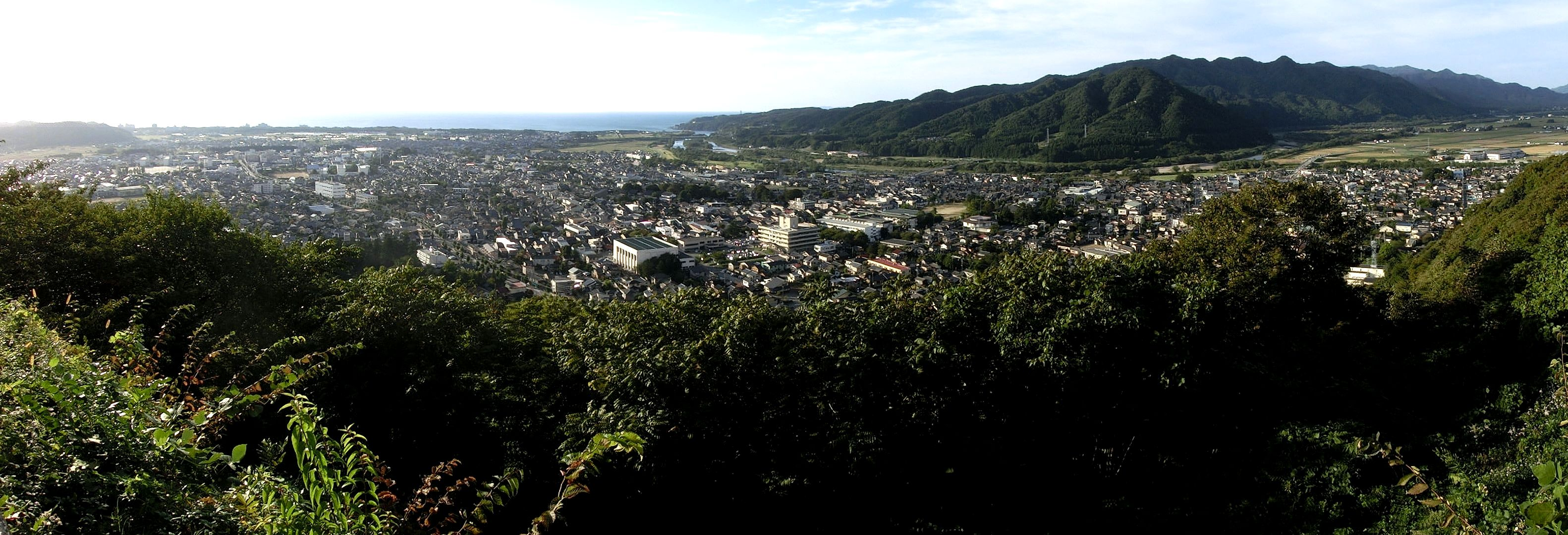
Murakami.

20 villes sont situées dans la préfecture de Niigata :
- Agano
- Gosen
- Itoigawa
- Jōetsu
- Kamo
- Kashiwazaki
- Minamiuonuma
- Mitsuke
- Murakami
- Myōkō
- Nagaoka
- Niigata (chef-lieu)
  - Akiha-ku
  - Chūō-ku
  - Higashi-ku
  - Kita-ku
  - Kōnan-ku
  - Minami-ku
  - Nishikan-ku
  - Nishi-ku
- Ojiya
- Sado
- Sanjō
- Shibata
- Tainai
- Tōkamachi
- Tsubame
- Uonuma

### Districts
La préfecture de Niigata est découpée en neuf districts, qui comprennent six bourgs et quatre villages :
- District de Higashikanbara
  - Aga
- District d'Iwafune
  - village d'Awashimaura
  - village de Sekikawa
- District de Kariwa
  - village de Kariwa
- District de Kitakanbara
  - Seirō
- District de Minamikanbara
  - Tagami
- District de Minamiuonuma
  - Yuzawa
- District de Nakauonuma
  - Tsunan
- District de Nishikanbara
  - village de Yahiko
- District de Santō
  - Izumozaki

## Économie
Le secteur économique majeur de la préfecture de Niigata est l'agriculture. Le riz en est la principale production : à l'échelle nationale, la préfecture est la seconde en termes de production de riz derrière Hokkaidō. La région située autour de Uonuma est d'ailleurs connue pour produire le riz koshihikari, considéré comme étant le riz de la plus haute qualité au Japon.
Les industries en rapport avec le riz sont  également très importantes dans l'économie. La préfecture est ainsi au troisième rang national concernant la production de sake derrière la préfecture de Gunma et la préfecture de Kyoto. La région de Niigata est connue pour sa production de senbei, de mochi et d'arare.
Concernant la floriculture, la préfecture de Niigata produit à l'échelle nationale la quantité la plus importante d'azalées et de lys et partage avec la préfecture de Toyama la première place pour la production de tulipes.
C'est dans la région de Niigata qu'a été introduite la carpe koï au XVIIe siècle.
Du pétrole est produit à Niigata, bien que le Japon dépende très fortement de l'importation de pétrole en provenance de pays étrangers.
Kinzan, sur l'île de Sado était une mine d'or active jusqu'en 1989.
Les villes de Sanjō et Tsubame produisent 9 % de toute l'argenterie japonaise. Les deux villes sont en seconde position derrière Osaka pour la production de ciseaux, de couteaux et d'outils.
La préfecture de Niigata abrite la centrale nucléaire de Kariwa.

## Démographie
Lors du recensement de 2003, Niigata fut classée comme la 14ème préfecture la plus peuplée du Japon.

## Culture

### Nourriture
Niigata est célèbre pour les spécialités régionales suivantes :
- le riz Koshihikari d'Uonuma ;
- shoyu (sauce soja) et yofu (style occidental) katsudon ;
- shoyu sekihan ;
- ragoût noppei (Ragoût traditionnel à base de carottes, champignons shiitaké, konyaku, et tofu frit) ;
- wappa-meshi (fruits de mer et riz cuits à la vapeur dans un panier en bambou) ;
- sasa-dango (boules de mochi fourrées à la pâte de haricot rouge, assaisonnées avec de la lavande et enveloppées dans des feuilles de bambou) ;
- poppo-yaki (pain vapeur parfumé au sucre brun) ;
- hegi-soba (soba des régions d'Uonuma et Ojiya, qui utilise une espèce d'algue particulière) ;
- tsubame sanjō ramen (ramen préparés avec les nouilles épaisses traditionnellement utilisées pour le Udon) ;
- Tochio aburage (à Tochio, on appelle le « aburaage » : « aburage ») ;
- kirazu (plats à base d'okara) ;
- kakinomoto (chrysanthèmes comestibles) ;
- kanzuri (assaisonnement spécial de Myōkō préparé en laissant des piments à l'air libre sur la neige, puis en ajoutant de la farine, du sel et du yuzu) ;
- yahourt Yasuda.

### Niigata dans la culture populaire
- Pays de neige (1947) : un roman du lauréat du prix Nobel de littérature Yasunari Kawabata, dont l'intrigue se déroule à Yuzawa
- « Niigata Snow » : un morceau de l'album Aida lancé par Derek Bailey en 1980.
- Kura : un film et une série télé de 1995 basés sur un ouvrage de Tomiko Miyao de 1993 décrivant la vie d'une famille de brasseurs de saké dans la ville de Niigata.
- Blue (1996) : un manga à propos de jeunes lycéennes, dont l'intrigue a lieu dans la ville de Niigata, adapté en film en 2001.
- Whiteout : film d'action s'inspirant d'un roman publié en 1995.
- United States of Tara (2011) : une tragi-comédie Américaine sur la chaîne Showtime : Kate est sur le point d'embarquer pour aller enseigner l'Anglais à Niigata quand un stewart lui dit que la seule chose qu'elle peut espérer trouver à Niigata est « une leçon de vie et un TGV pour retourner à Tokyo. »

## Tourisme et sports
Le tourisme à Niigata se centre beaucoup autour du ski, surtout dans les zones alpines de Myōkō et de Yuzawa, ainsi qu'autour des sources thermales (Onsen).
L'île de Sado au large de la côte ouest de Niigata est accessible via ferry (le trajet durant de une à deux heures et demie) depuis Naoetsu ou Niigata.
Les clubs de sport professionnels comprennent Albirex Niigata, un club de football en division 1 de la J-League, ainsi que Niigata Albirex BB, une équipe de ligue BJ (Basketball Japan).

## Festivals
- Murakami Taisai: 6-7 juillet
- Iwafune Taisai:18-19 octobre, à Murakami
- Niigata Festival: courant Août
- Niigata General Dancing Event: 21-25 septembre
- Festival du cerf volant de Shirone : courant Juin
- Festival de Nagaoka (détenteur

## Éducation

### Universités
- Niigata University
- Niigata University of International et Information Studies
- Niigata Sangyo University (Niigata Industrial University)
- Niigata University of Health et Welfare
- Niigata University of Pharmacy et Applied Life Sciences
- Niigata Institute of Technology
- Niigata University of Management
- Niigata College of Nursing
- Nippon Dental University
- Nagaoka University
- Nagaoka University of Technology
- Nagaoka Institute of Design
- International University of Japan
- Keiwa Gakuen University

## Transport

### Trains
- JR East :
  - Ligne Shinkansen Jōetsu
  - Ligne Shinkansen Hokuriku
  - Ligne Shin'etsu
  - Ligne Hakushin
  - Ligne Yahiko
  - Ligne Echigo
  - Ligne Jōetsu
  - Ligne Uetsu
  - Ligne Ban'etsu Ouest
  - Ligne Tadami
  - Ligne Iiyama
  - Ligne Yonesaka
- JR West :
  - Ligne Shinkansen Hokuriku
  - Ligne Ōito
- Hokuetsu Express :
  - Ligne Hokuhoku
- Echigo Tokimeki Railway :
  - Ligne Myōkō Haneuma
  - Ligne Nihonkai Hisui

### Routes

#### Autoroutes
- Kanetsu Expressway
- Joshinetsu Expressway
- Hokuriku Expressway
- Banetsu Expressway
- Nihonkai Tohoku Expressway

#### Routes nationales
- Route 7 (Niigata-Shibata-Murakami-Sakata-Akita-Noshiro-Hirosaki-Aomori)
- Route 8 (Niigata-Nagaoka-Kashiwazaki-Joetsu-Toyama-Kanazawa-Fukui-Tsuruga-Hikone-Kusatsu, Shiga-Kyoto)
- Route 17 (Nagaoka-Ojiya-Shibukawa-Takasaki-Kumagaya-Saitama-Nihonbashi of Tokyo)
- Route 18 (Joetsu-Myoko-Nagano-Komoro-Karuizawa-Takasaki)
- Route 49 (Niigata-Aizuwakamatsu-Koriyama-Iwaki)
- Route 113
- Route 116
- Route 117
- Route 148
- Route 252
- Route 253
- Route 289
- Route 290
- Route 291
- Route 292
- Route 345
- Route 350 (île de Sado)
- Route 351
- Route 352
- Route 353
- Route 402
- Route 403
- Route 404
- Route 405
- Route 459
- Route 460

### Ports
- Port de Niigata– Ferry vers l'île de Sado, Tsuruga, Akita, Otaru et Tomakomai (Shin Nihonkai Ferry), avec un hub pour containers internationaux.
- Port de Ryotsu – Ferry pour Niigata
- Port d'Ogi
- Port de Naoetsu

### Aéroports
- Aéroport de Niigata
- Aéroport de Sado

## Personnalités notables
- Hachirō Arita (1884–1965), ministre des affaires étrangères, originaire de l'île de Sado
- Kita Ikki (1883–1937), auteur et intellectuel nationaliste, originaire de l'île de Sado.
- Honma Masaharu lieutenant général lors de la seconde guerre mondiale exécuté par les États-Unis pour les crimes de guerre commis aux Philippines.
- Isoroku Yamamoto (1884–1943), commandant de la marine impériale Japonaise, originaire de Nagaoka.
- Kakuei Tanaka (1918–1993), premier ministre, originaire d'Urasa.
- Hisashi Owada (né en 1932), diplomate et père de la princesse héritière consort Masako, originaire de Shibata.
- Makiko Tanaka (née en 1944), première femme ministre des affaires étrangères, originaire de Kashiwazaki
- Sakura Uchikoshi (née en 1968), représentante de la préfecture de Niigata à la chambre des conseillers du Japon.
- Kenji Komata (né en 1964), footballeur.

### Arts et culture
- Yaichi Aizu (1881–1956), poète, calligraphe et historien, originaire de la vilel de Niigata
- Tetsuo Harada (né en 1949 à Niitsu-shi), sculpteur travaillant à Paris en France.
- Hayashi Fubō (1900–1935), écrivain originaire de l'île de Sado
- Daisuke Hirakawa (né en 1973), comédien de doublage
- Ryō Hirohashi (né en 1977), comédienne de doublage originaire de Nagaoka
- Inoue Enryō (1858–1919), Philosophe Bouddhiste, Nagaoka
- Mina Fujii (né en 1998), actrice
- Yoko Ishida (né en 1973), chanteur, ville de Niigata
- Rumi Kasahara (né en 1970), comédienne de doublage,  Itoigawa
- Makoto Kobayashi (né en 1958), mangaka, ville de Niigata
- Yoshifumi Kondō (1950–1998), animateur, Gosen
- Közi (né en 1972), artiste de rock
- Haruo Minami (1923–2001), chanteuse de enka , Nagaoka
- Hitomi Nabatame (né en 1976), comédienne de doublage, île de Sado
- Tatsuyuki Nagai (né en 1976),  directeur d'animé
- Kazuto Nakazawa (né en 1968), animateur
- Kiriko Nananan (né en 1972), mangaka, Tsubame
- Yukari Nozawa (né en 1957), comédien de doublage
- Takeshi Obata (né en 1969), mangaka, ville de Niigata
- Etsushi Ogawa (né en 1969), mangaka
- Ikue Otani (né en 1965), comédienne de doublage, Kashiwazaki
- Ryōkan (1758–1831), Zen Moine Bouddhiste et poète, Izumozaki
- Ango Sakaguchi (1906–1955), écrivain et essayiste, ville de Niigata
- Daisuke Sakaguchi (né en 1973), comédien de doublage, Kashiwazaki
- Kazuyuki Sekiguchi (né en 1955), bass player for the rock group Southern All Stars, Agano
- Shuichi Shigeno (né en 1958), mangaka, Tōkamachi
- Bin Shimada (né en 1954), comédien de doublage, ville de Niigata
- Kunio Shimizu (né en 1936), playwright Niigata
- Motoei Shinzawa (né en 1958), mangaka, Kashiwazaki
- Yōko Sōmi (né en 1965), comédienne de doublage
- Rumiko Takahashi (né en 1957), mangaka, ville de Niigata
- Kazuya Tsurumaki (en) (né en 1966), animateur, Gosen
- Hajime Watanabe (né en 1957), animateur
- Ken Watanabe (né en 1959), stage, TV et film acteur, Niigata
- Nobuhiro Watsuki (né en 1970), mangaka, Nagaoka
- Hiroki Yagami (né en 1967), mangaka, Kashiwazaki
- Akiko Yajima (né en 1967), comédienne de doublage, Kashiwazaki
- Kimio Yanagisawa (né en 1948), manga artist, Gosen
- Keiko Yokozawa (né en 1952), comédienne de doublage, ville de Niigata
- Kusumi Koharu (né en 1992), former member of Morning Musume, acteur et mannequin, Washima

## Jumelages
La préfecture de Niigata est jumelée avec les municipalités ou régions suivantes :
- Heilongjiang (Chine) depuis le 5 août 1983.